# یواس‌سی‌جی‌سی میپل (دبلیوال‌بی-۲۰۷)
یواس‌سی‌جی‌سی میپل (دبلیوال‌بی-۲۰۷) (به انگلیسی: USCGC Maple (WLB-207)) یک کشتی است که طول آن ۲۲۵ فوت (۶۹ متر) می‌باشد.